# Valentin Clastrier
Valentin Clastrier   (Niça, 1947) és un dels pocs intèrprets del món especialitzat en música contemporània per a la Viola de roda; abans de Clastrier, l'instrument s'utilitzava principalment en la interpretació de músiques europees medievals i populars.
Va començar la seva carrera com a guitarrista i es va introduir a la Viola de roda el 1970. El seu instrument té 27 cordes en lloc de les sis convencionals. Des del 2006, Clastrier treballa juntament amb Wolfgang Weichselbaumer en un nou prototip.
S'han enregistrat les composicions originalment sorprenents de Clastrier per a l'instrument (tant en versions acústiques com electroacústiques), en col·laboració amb altres músics creatius europeus (inclosos els tubistes i serpistes Michel Godard, l'acordionista Jean-Louis Matinier, el saxofonista / clarinetistes Michaël Riessler i Louis Sclavis, i els percussionistes Gérard Siracusa i Carlo Rizzo).